# Caquetá
Caquetá es uno de los treinta y dos departamentos que forman la República de Colombia. Su capital es Florencia. Está ubicado al sur del país, en la región Amazonia. Con 88 965 km² es el tercer departamento más extenso —por detrás de Amazonas y Vichada—. Todos sus municipios forman parte de los territorios focalizados PDET. 
La región del Caquetá se inicia en el piedemonte andino y termina en los escarpes de Araracuara, en plena selva amazónica. Grandes ríos bañan el territorio, todos afluentes del río Caquetá, que le sirve de límite por el sur. Entre estos ríos destacan el Ajajú, Apaporis, Yarí, Caguán y Orteguaza, navegables por embarcaciones menores.
A excepción de las poblaciones que se hallan situadas en las bases de la cordillera y unos pocos caseríos indígenas en las márgenes de los grandes ríos, el resto del territorio se halla prácticamente deshabitado y cubierto de espesa selva tropical húmeda, con una temperatura de entre 27° y 29°.

## Historia

### Periodo precolombino
Antes de la conquista española, estas tierras estaban ocupadas por numerosos grupos indígenas, muchos de los cuales subsisten hoy en día. Dentro de ellos se destacan los Andaquíes, los Koreguajes, los Carijonas, los Tamas, los Macaguajes y los Huitotos. Parte de su legado cultural está representado por los petroglifos, los cuales están sujetos a las otras hadasquis

### Colonización en el virreinato y la república
En la época de la conquista el territorio fue recorrido por Hernán Pérez de Quesada y George Huhermuth en 1542. Hernán Pérez andaba en busca de El Dorado, pues él creyó que el tesoro se encontraba en estas tierras y lo buscó en la selva por dos años, sin haberlo encontrado. Este nuevo territorio no se colonizó por las difíciles condiciones del medio y las limitaciones de la época.
El inicio del proceso colonizador del Caquetá se remonta a la época de la virreinato, cuando las misiones religiosas fundaron algunos poblados en el piedemonte de la cordillera oriental. Uno de dichos asentamientos se llamó Espíritu Santo del Caguán, cuya fundación se produjo el 24 de marzo de 1590. Dicho lugar tuvo una vida de cien años, pues desapareció en 1690. De aquella época data también el surgimiento de los caseríos Ahumea, San Francisco Solano (antecedente del actual Solano), San Antonio de Getuchá, La Bodoquerita, Santa Bárbara (cerca de la actual Morelia, Nuestra Señora de las Gracias y San Bernardino de los Caguanes, este último erigido en 1728. No obstante, estos asentamientos tuvieron una vida relativamente corta debida a que el clima, la epidemia de viruela y el aislamiento geográfico de este territorio determinaron su desaparición.
En las crónicas de la independencia solo se menciona a Caquetá debido a que José Acevedo y Gómez murió en 1817 cerca de Belén de los Andaquíes. Durante la colonia y primeros años de la república, el Caquetá perteneció a la provincia de Popayán; en 1821 pasó a formar parte de los departamentos grancolombianos de Boyacá y Cundinamarca; el 2 de mayo de 1845 se creó el territorio del Caquetá, con capital en Mocoa, dentro del Estado Soberano del Cauca, pasando luego a formar parte de los Estados Unidos de Colombia hasta su extinción definitiva en 1886 por la nueva constitución de Colombia de la época..
El territorio comprendía todo el suroriente de la actual Colombia. Limitaba con los estados colombianos del Tolima, Cauca y Cundinamarca, junto con las naciones fronterizas del Ecuador, Venezuela y Brasil, abarcando así los actuales departamentos del Guainía, Vaupés, Guaviare, Caquetá, Putumayo y Amazonas en territorio colombiano, la provincia de Sucumbíos de Ecuador, una parte del estado Amazonas de Venezuela, la provincia del Putumayo peruano del departamento de Loreto de Perú y la parte noroccidental llamada Cabeza de Perro del estado brasileño de Amazonas.
Fruto del extractivismo cauchero se dio la creación de asentamientos como Puerto Rico en 1884, San Vicente del Caguán en 1896 y Florencia en 1902.

### Hacia la departamentalización
Años después, en 1905, se creó la intendencia del Alto Caquetá con Florencia como capital; ese mismo año es segregada del Caquetá la intendencia del Putumayo y de la cual Mocoa, se convierte en su capital.
El Caquetá volvió a lo que es hoy el departamento del Cauca, hasta 1909, cuando el Caquetá fue convertido en intendencia y luego en comisaría en 1910.
De su extenso territorio, que inicialmente cubría toda la región al sur del río Guaviare se desprendieron sucesivamente las intendencias y comisarías amazónicas. La colonización del Caquetá se inició en realidad en 1930 con motivo de la Guerra colombo-peruana, consecuencia de la cual el estado colombiano construyó la carretera entre Guadalupe (Huila) y Florencia (Caquetá), la cual se constituyó en el mecanismo de articulación territorial de este departamento con el resto del país. La extracción del caucho como motor de la economía de ese periodo se narra en la novela Toá de César Uribe Piedrahíta.
Simultáneamente con este proceso migratorio que se extendió hasta 1942, en el Caquetá se adelantaba una colonización de tipo empresarial sustentada en la ganadería. Se trató del enclave ganadero extensivo desarrollado por la familia Lara en su hacienda «Larandia» a partir de 1935, la cual al promediar la pasada década del sesenta se constituyó en el latifundio más grande que existía en el país en ese entonces. La expansión y la consolidación de este latifundio que en 1965 llegó a contabilizar unas 40.000 hectáreas se logró gracias al trabajo asalariado en labores de vaquería de la colonización primaria, cuyos actores terminaron por ceder sus mejoras a los dueños de la gran hacienda.
En tanto se consolidaba la gran hacienda ganadera de la familia Lara durante las pasadas décadas de 1950 y de 1960, simultáneamente se desarrollaban dos procesos de poblamiento continuos derivados de la migración forzosa causada por de la violencia y del modelo económico concentrador excluyente de campesinos en el interior del país. De un lado, arribaron dos contingentes poblacionales que, acosados por la penuria económica y por la violencia bipartidista desatada a partir del asesinato del cabecilla liberal Jorge Eliécer Gaitán en 1948, optaron por migrar desde el interior del país, aun cuando en su nuevo asentamiento estuvieran al margen de la acción institucional del Estado colombiano.
Uno de estos grupos, caracterizado por su falta de organización política y que se ha dado en considerar como colonización espontánea, se asentó en la región Andaquí, y en el piedemonte de El Doncello, El Paujil, La Montañita y Puerto Rico. El otro contingente, a cuyo proceso migratorio algunos investigadores han denominado como «Colonización armada» por el hecho de poseer «una organización que le permitió afrontar muchos de los apremios planteados al asentamiento en territorios desconocidos y aislados del resto de la nación»,, ocupó la región de El Pato, en donde también inició su recomposición económica y social al margen de la acción desarrollista, militar o estratégica del Estado.
De otra parte, el Caquetá también fue objeto de procesos de colonización fomentados y apoyados por el Estado a partir de la década de 1940. Estos procesos de ocupación del territorio que contaron con la aquiescencia del Estado colombiano se desarrollaron primero con el apoyo de la Caja Agraria y después bajo la dirección del extinto Incora durante las fases uno, dos y tres del proyecto «Caquetá Uno». Con recursos económicos del presupuesto nacional y con la financiación del Banco Mundial y del Banco Interamericano de Desarrollo, el Incora fomentó los frentes de colonización que se habían empezado a gestar entre 1959 y 1962 en La Mono en Belén de los Andaquíes, Maguaré en El Doncello y Valparaíso en el municipio del mismo nombre.
Mediante el decreto número 963 de 1950, el Gobierno Nacional, al considerar que la comisaría del Caquetá llenaba las condiciones para ser elevada a la categoría de intendencia establecidas por la Ley 2 de 1943, decretó tal medida. A su vez, se elevaron a la condición de municipio los corregimientos de Belén de los Andaquíes y San Vicente del Caguán. Mediante el decreto 2942 de 1956, se reformaron parte de los límites del departamento de Nariño con la intendencia del Caquetá y la comisaría del Amazonas. En el año de 1967, mediante el decreto 1678 se elevan a la categoría de municipio los corregimientos de El Paujil, El Doncello y Puerto Rico en la intendencia nacional del Caquetá.

### Vida como departamento

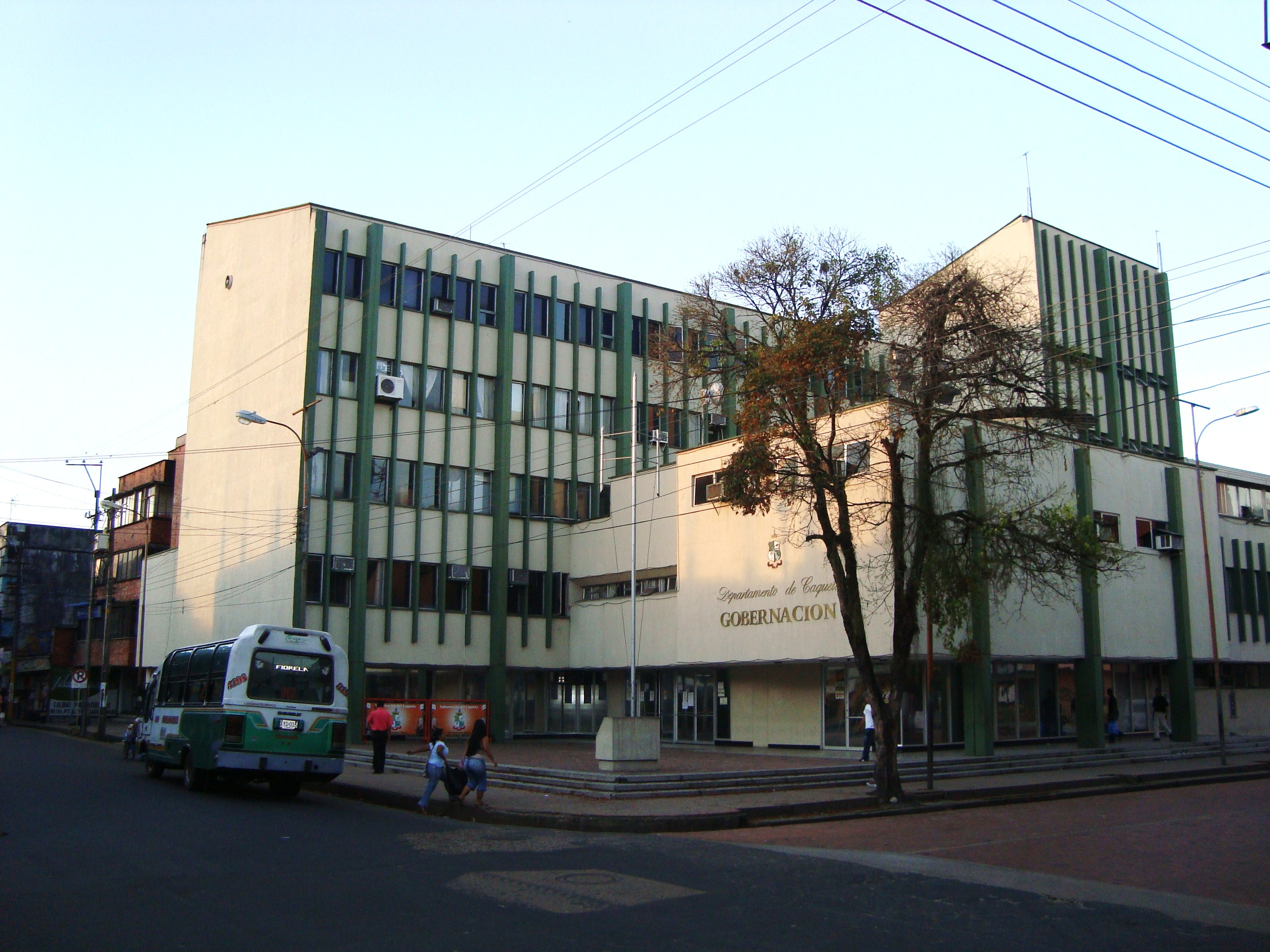
Edificio de la Gobernación de Caquetá en Florencia.

La ley 78 del 15 de diciembre de 1981 erigió en departamento a la entonces intendencia del Caquetá, con capital en la ciudad de Florencia. En el año de 1985, mediante la ordenanza número 03, se crearon ocho nuevos municipios: Albania, Cartagena del Chairá, Curillo, Milán, Morelia, Solano, San José del Fragua y Valparaíso.
En el año de 1996, mediante ordenanza número 28 se creó el municipio de Solita. Dando aplicación a la Constitución Política de 1991, se eligió a Gabriel Sandoval Lasso como primer gobernador para el departamento del Caquetá elegido por voto popular, para el período 1992-1994.
El departamento ha sido epicentro del conflicto armado colombiano y la guerra contra las drogas en Colombia. Durante el conflicto, la región ha sido utilizada por diferentes grupos ilegales para desarrollar sus actividades, notablemente la guerrilla de las Fuerzas Armadas Revolucionarias de Colombia que en la década de 1990 mantuvo una gran influencia sobre la región.
Entre 1998 y 2002 se llevaron a cabo los Diálogos de paz entre el gobierno Pastrana y las FARC. En dicho proceso de diálogo, el municipio de San Vicente del Caguán en el norte del Caquetá y cuatro municipios más en el sur del Meta fueron "despejados" o desmilitarizados en una llamada Zona de distensión.
Tras el fracaso de los diálogos, la zona fue recuperada por la fuerza pública. Grupos paramilitares ilegales también se desarrollaron en el departamento del Caquetá con el fin de enfrentar a las FARC y tomar el control del tráfico de drogas ilegales.
Durante la presidencia de Álvaro Uribe se continuó con la Política de Seguridad Democrática y la implementación del Plan Colombia. El 21 de diciembre de 2009 el gobernador del departamento Luis Francisco Cuéllar fue secuestrado y asesinado por las FARC.

## Geografía

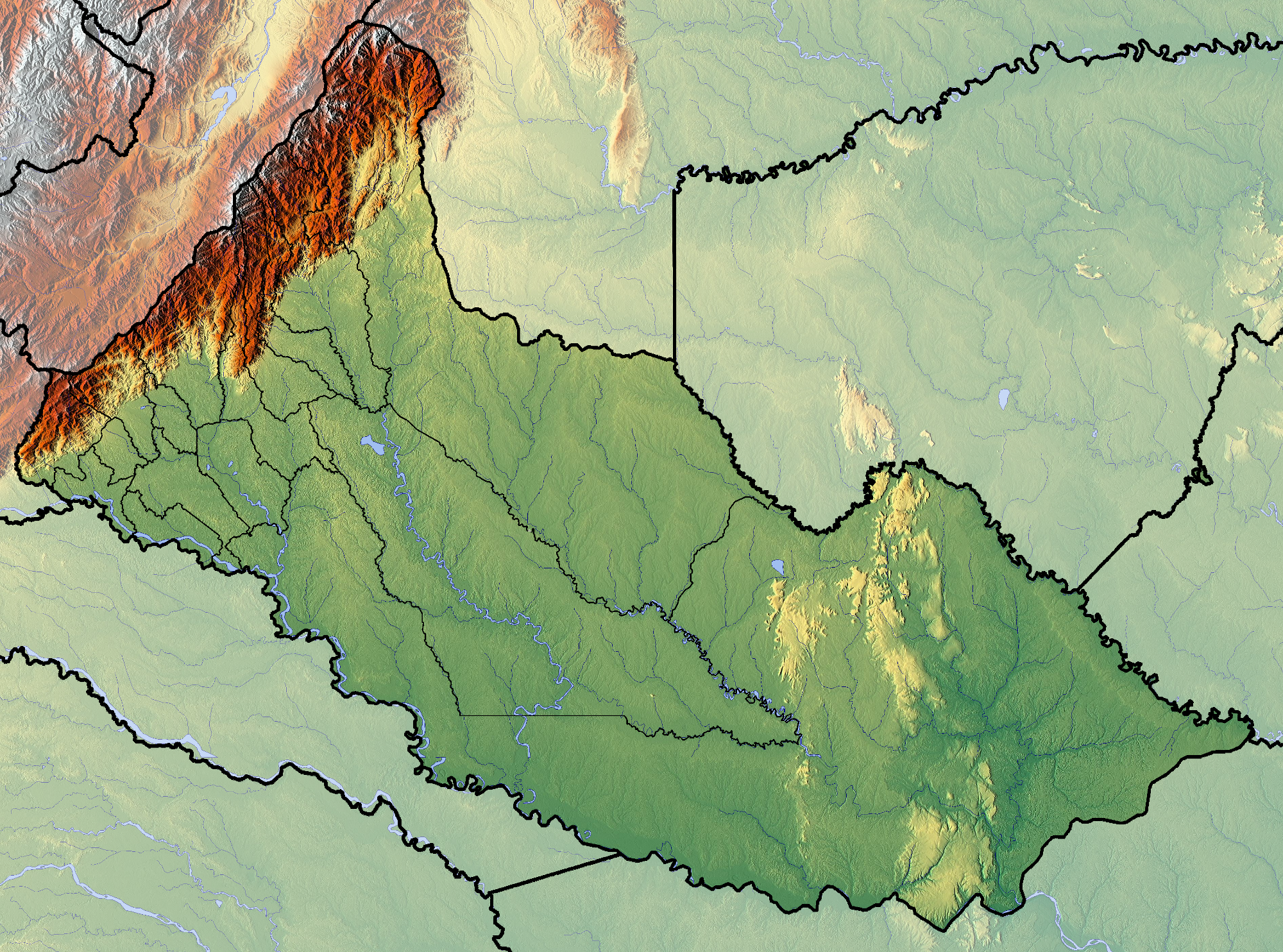
Mapa físico del Caquetá.

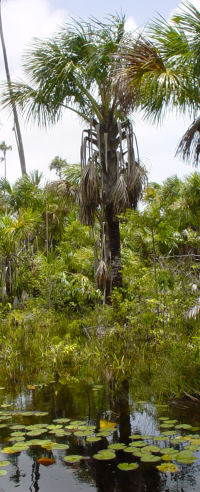
La Palma de Canangucha (Mauritia flexuosa) también símbolo del Caquetá.

### Posición geográfica y límites
El departamento del Caquetá, está ubicado en el sur-oriente de Colombia y al noroccidente de la región amazónica entre los 0°42′17″ de latitud sur y 2°4′13″ de latitud norte y los 74°18′39″ y 79°19′35″ de longitud occidente, representando el 7.79% del territorio colombiano. Tiene una superficie de 88 965 km².
| Noroeste: Huila                  | Norte: Meta                                         | Nordeste: Guaviare (Ríos Ajajú y Apaporis) |
| Oeste: Cauca (Río Fragua)        |                                                     | Este: Vaupés (Río Apaporis)                |
| Suroeste: Putumayo (Río Caquetá) | Sur: Límite entre Putumayo y Amazonas (Río Caquetá) | Sureste: Amazonas (Río Caquetá)            |

### Fisiografía
Los suelos están constituidos sobre rocas metamórficas de la serie de las Guayanas, además de areniscas de Roraima y del Cretácico. También aparecen hacia la cuenca del Caquetá rocas sedimentarias del Cenozoico.
El departamento se extiende desde la vertiente oriental de la Cordillera Oriental hasta la Serranía de Araracuara. En la vertiente montañosa, sus elevaciones alcanzan los 3000 m s. n. m. en el cerro Miraflores y en la cuchilla de Los Picachos al norte. La llanura amazónica presenta lomeríos, altiplanicies como la mesa de Araracuara, montes aislados y planicies aluviales.
Al oriente del departamento, importantes complejos de mesas o tepuyes salpican la llanura amazónica, entre las cuales se destacan la Mesa de Araracuara y la Serranía de Chiribiquete. Esta última, con más de 250 km de longitud, representa el conjunto de tepuyes más imponente del país. Sus altas mesetas rocosas de cúspide plana están separadas por profundos y pequeños valles, por donde corren ríos caudalosos de origen amazónico.

### Hidrografía
Como ríos principales se encuentran el Caquetá y sus afluentes Yarí, Caguán, Peneya, Rutuya, Orteguaza, y Yurayaco. También son importantes los ríos Apaporis, Fragua, Sunsiyá, Luisa y Guayas.
Los grandes ríos que tienen su origen en la Cordillera Oriental vierten sus aguas amarillas, ricas en nutrientes, al caudaloso río Caquetá. Los impetuosos raudales de este cauce, lugares en donde se angosta el río y se acelera la velocidad del agua, interrumpen el paso a la navegación.

### Clima
Los vientos alisios del sureste traen la humedad de la cuenca amazónica entre junio y agosto (Aunque debido al cambio climático el clima es algo incierto) y dan lugar a un régimen de lluvias monomodal, es decir, a una sola estación pluviosa durante todo el año.
El departamento de Caquetá se encuentra en mayor proporción en el piso térmico cálido húmedo (91,3%), el resto del territorio se localiza en los pisos templado (5,6%), frío (2,8%) y muy frío a extremadamente frío (0,3%).

### Parques naturales
El Departamento, dada su gran riqueza ecológica y medioambiental, es sede de varios parques naturales nacionales colombianos:
- Cueva de los Guácharos
- Cordillera de los Picachos
- Sierra de Chiribiquete
- Alto Fragua Indi-Wasi
- Serranía de los Churumbelos Auka-Wasi

## División político-administrativa

Mapa político del Caquetá.

## Demografía
| Evolución de la población del departamento del Caquetá (1912-2025)        |
|                                                                           |
| Población según censo. Población según proyección.Fuente: Statoids. DANE. |

### Etnografía
- Mestizo & Blanco (94,75%)
- Negros o Afrocolombianos (3,74%)
- Indígenas (1,51%)
- Gitanos (0,00%)

### Inmigración
El más reciente censo general de la nación, realizado por el Departamento Administrativo Nacional de Estadística de Colombia (DANE), presenta los siguientes resultados acerca del país de nacimiento de los habitantes del departamento de Caquetá:
| N.º        | País       | Población |
| ---------- | ---------- | --------- |
| 1          | Venezuela  | 682       |
| 2          | Ecuador    | 182       |
| 3          | Brasil     | 14        |
| 4          | España     | 12        |
| 5          | Perú       | 10        |
| No informa | No informa | 61        |
| Otros      | Otros      | 81        |
| Total      | Total      | 1 042     |

## Política

### Asamblea Departamental

Composición de la Asamblea Departamental por partido o movimiento político (2012-2015).
Partido Liberal Colombiano
Partido de la U
MIRA
Partido Conservador Colombiano
Cambio Radical
Partido Verde
PDA

La Asamblea Departamental del Caquetá está conformada por 11 diputados, 10 elegidos por voto popular y una curul que se asigna al candidato a la gobernación que obtenga el segundo lugar en las elecciones para gobernador del departamento, realizadas el mismo día.

## Economía
Económicamente, el territorio es rico en maderas, resinas, plantas medicinales y gomas. Los suelos, especialmente los que lindan con la cordillera, son fértiles, y se aprovechan con cultivos de arroz, plátano, yuca, cacao y caña de azúcar. En el pie de monte, existen yacimientos de estaño y carbón y en las riberas del Río Caquetá existen vetas de oro que son explotadas de manera ilegal para financiar grupos ilegales. Pero la principal actividad del departamento es la ganadera con cerca de millón y medio de cabezas de ganado poseyendo la cuarta población ganadera del país. Según informe de la ONU, tiene extensas plantaciones de hoja de coca, materia prima para la fabricación de cocaína y otros alucinógenos ilegales, lo que ha motivado una lucha por el control de estos cultivos por parte de grupos al margen de la ley y la erradicación de estos por parte del gobierno nacional a través de la fuerza pública.

## Turismo

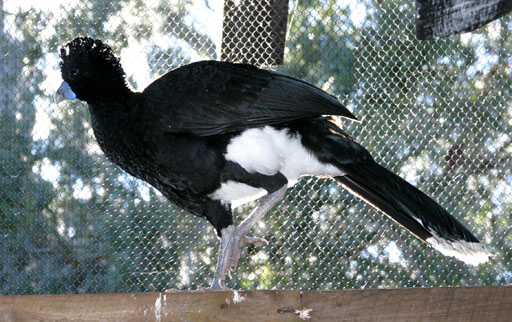
El Crax alberti, coloquialmente llamado 'Paujíl', es el ave simbólica del departamento de Caquetá.

El departamento del Caquetá ofrece innumerables atractivos turísticos desde el punto de vista natural, cultural y científico. Los hermosos paisajes de cordillera selva y llanura ofrecen, al visitante lugares de exótica belleza, abundante verdor y caprichosas formas; entre ellos sobresalen el parque nacional Natural Los Picachos, la Serranía de Chiribiquete, el cañón de Araracuara y los llanos del Yarí. El museo etnográfico del Caquetá y el sitio arqueológico El Encanto, en Florencia, constituyen importantes sitios de interés cultural.

## Himno
El himno de Caquetá fue compuesto por Ismael Téllez Valenzuela.